# Guri Baqaj
Guri Robert Baqaj, även känd som Guri Baqaj, född 12 september 1990 i Västra Skrävlinge församling, är en svensk fotbollsspelare (anfallare).

## Karriär
Baqajs moderklubb är Malmö FF, där han tillbringade tio år innan han inför säsongen 2008 värvades av Limhamn Bunkeflo. Han spelade säsongerna 2008 och 2009 för klubben, varav den första säsongen var i Superettan. Under 2009 värvades Baqaj av italienska Serie B-klubben AlbinoLeffe och tillbringade ett år i klubbens Primavera lag. I juli 2010 lånades han ut till Halmstads BK, där han inte blev spelklar i Allsvenskan förrän den 10 augusti 2010. Han spelade två träningsmatcher för Halmstad innan han blivit spelklar för tävlingsmatcher. Han gjorde sin ligadebut den 16 augusti 2010 i en 1–1-match borta mot Åtvidabergs FF, då han i den andra halvleken byttes in mot Emir Kujović. Under 2011 lånades han ut till sin gamla klubb, Limhamn Bunkeflo.
Den 23 juli 2012 värvades Baqaj av svenska division 3-klubben KSF Prespa Birlik. Därefter spelade Baqaj för FC Rosengård och under 2014 spelade han för KSF Makedonija i division 5.